# Nakkila
Nakkila è un comune finlandese di 5072 abitanti, situato nella regione del Satakunta. Il centro abitato si sviluppa lungo il fiume Kokemäenjoki a circa 20 km da Pori.
La popolazione residente è di circa 5 747 abitanti. Ha una superficie di 184,89 km², di cui 1,97 km² sono occupati da superficie lacustre o fluviale. La densità di popolazione è di 31,42 abitanti per km².
I comuni limitrofi sono quelli di Eura, Eurajoki, Harjavalta, Luvia, Pori e Ulvila.
Nakkila è un comune autonomo dal 1861, quando si divise da Ulvila.

## Principali attrazioni
- la prima chiesa parrocchiale funzionalista della Finlandia progettata dall'architetto Erkki Huttunen nel 1937 e completata a giugno dello stesso anno;
- lo studio cinematografico di Villilä soprannominato l'Hollywood finlandese;
- Kotiseutumuseo, museo di storia locale;
- Juustomeijerimuseo, museo di formaggi e latticini;
- Pyssykankaan koulumuseo;
- Arantilankoski;
- ritrovamenti risalenti all'età del bronzo di Rieskaronmäen.